# Le Mercenaire (film, 1962)
Pour plus de détails, voir Fiche technique et Distribution.
Le Mercenaire (La congiura dei dieci) est un film italo-français de Étienne Périer, sorti en 1962.

## Synopsis
Au XVIe siècle, dans la région de Toscane, un aventurier britannique se bat au service du gouverneur, ennemi de Sienne, pour défendre sa fiancée.

## Fiche technique
- Titre original : La congiura dei dieci
- Réalisation : Étienne Périer et Baccio Bandini (Version italienne)
- Scénario : Michael Kanin, Fay Kanin, Alec Coppel, Sandro Continenza et Dominique Fabre d'après le roman The Swordsman of Sienna d'Anthony Marshall
- Directeur de la photographie : Tonino Delli Colli
- Montage : Monique Isnardon, Robert Isnardon et Renzo Lucidi (Version italienne)
- Musique : Mario Nascimbene
- Production : Jacques Bar
- Genre : Film d'aventure
- Pays :  Italie,  France
- Durée : 97 minutes
- Dates de sortie :
  -  États-Unis : 5 décembre 1962
  -  France : 7 décembre 1962
  -  Allemagne de l'Ouest : 28 février 1963
  -  Mexique : 23 mai 1963

## Distribution
- Stewart Granger (VF : Michel Piccoli) : Thomas Stanswood
- Sylva Koscina (VF : Nadine Alari) : Orietta Arconti
- Christine Kaufmann (VF : Monique Thierry) : Serenella Arconti
- Riccardo Garrone (VF : Paul-Émile Deiber) : Don Carlos
- Alberto Lupo (VF : William Sabatier) : Andrea Paresi
- Marina Berti : la comtesse d'Osta
- Tullio Carminati (VF : Maurice Pierrat) : Père Giacomo
- Claudio Gora (VF : Jean-Henri Chambois) : Leoni
- Giulio Marchetti : le serviteur de Carlos
- Carlo Rizzo (VF : André Valmy) : Gino
- Fausto Tozzi (VF : René Arrieu) : Hugo
- Tom Felleghi (VF : Yves Brainville) : le capitaine espagnol
- Antonio Ricci : l'enfant
- Mario Passante (VF : Henri Djanik) :Angelo
- Antonio Corevi : Un membre du conseil
- Andrea Esterhazy : Un membre du conseil
- Fanfulla :Sanchez